# Hansi Kraus
Hansi Kraus, geboren als Jan Christoph Krause (Gliwice, 26 juni 1952), is een Duitse acteur.

## Biografie
In 1964 kreeg hij het pseudoniem Hansi Kraus, omdat filmproducent Franz Seitz van mening was, dat een jongen met een dusdanige Pruisische naam de Beierse nationale dichter Ludwig Thoma in de film Lausbubengeschichten niet kon representeren. Kraus werd vooral bekend door deze rol, die hij tot 1969 in vijf films uitbeeldde als ondeugende scholier Pepe Nietnagel in de zevendelige filmreeks Die Lümmel von der ersten Bank (1967–1972). Voor de eerste Lümmel-film kreeg hij een gage van 8000 DM. Na zijn tijd als kinderster deed hij eindexamen in design en leerde hij het beroep van opvoedkundige. In 1991 en 1992 trad hij in het kader van de serie Ein Schloß am Wörthersee weer op in de rol van Pepe Nietnagel.
Sinds de jaren 1980 werkt hij onder de naam Hans Kraus mee in talrijke tv-producties en –series, zoals in de serie Marienhof en van 1994 tot 2010 als Bauer Sailer in Forsthaus Falkenau. In februari 2006 stond hij in een reclamespot van de firma Gabor voor de camera. Sinds 2006 is hij ensemblelid bij de Iberl Bühne. Bij de dvd-publicatie van de Lümmel-reeks in 2007 werd hij ingezet voor de menunavigatie. Kort voor zijn 60ste verjaardag kreeg hij na een bloedvergiftiging een bijna dood-ervaring.

## Privéleven
Hij is vader van twee dochters. De jongste, Miriam, is ook actrice.
In 2017 vertelde hij tijdens een interview, dat hij door RTL al vier keer werd gevraagd voor het Dschungelcamp. Zijn ouders verwijt hij, hem zijn filmgages als kinderster te hebben ontzegd en voor de aankoop voor een huis zelf te hebben gebruikt.

## Onderscheidingen
- 1970: Bronzen Bravo Otto
- 1971: Zilveren Bravo Otto
- 1972: Bronzen Bravo Otto

## Filmografie
- 1964: Lausbubengeschichten
- 1965: Tante Frieda – Neue Lausbubengeschichten
- 1966: Onkel Filser – Allerneueste Lausbubengeschichten
- 1967: Der Paukenspieler
- 1967: Die Lümmel von der ersten Bank – Zur Hölle mit den Paukern
- 1967: Wenn Ludwig ins Manöver zieht
- 1968: Die Lümmel von der ersten Bank – Zum Teufel mit der Penne
- 1969: Ludwig auf Freiersfüßen
- 1969: Die Lümmel von der ersten Bank – Pepe, der Paukerschreck
- 1969: Die Lümmel von der ersten Bank – Hurra, die Schule brennt!
- 1970: Das Glöcklein unterm Himmelbett
- 1970: Musik, Musik – da wackelt die Penne
- 1970: Die Lümmel von der ersten Bank – Wir hau'n die Pauker in die Pfanne
- 1971: Außer Rand und Band am Wolfgangsee
- 1971: Kinderarzt Dr. Fröhlich
- 1971: Die Kompanie der Knallköppe
- 1971: Die Lümmel von der ersten Bank – Morgen fällt die Schule aus
- 1972: Meine Tochter – Deine Tochter
- 1972: Rudi, benimm dich!
- 1972: Die tollen Tanten schlagen zu
- 1972: Betragen ungenügend!
- 1973: Crazy – total verrückt
- 1973: Das Wandern ist Herrn Müllers Lust
- 1973: Blau blüht der Enzian
- 1974: Zwei Jahre Ferien (miniserie, 4 delen)
- 1975: Der Geheimnisträger
- 1976: Unordnung und frühes Leid
- 1977: Die Jugendstreiche des Knaben Karl
- 1978: Derrick (tv-serie, aflevering 5x04)
- 1979: Andreas Vöst (tv)
- 1980: Der Falsche Paß für Tibo (tv)
- 1980, 1983: Polizeiinspektion 1 (tv-serie, afleveringen 3x06, 6x06)
- 1982: Manni, der Libero (tv-serie, afleveringen 1x03, 1x06)
- 1981: Die Rumplhanni (tv)
- 1983: Der Alte (tv-serie, aflevering 7x10)
- 1984: Bauerntheater – Glück auf der Alm
- 1985: Bauerntheater – Die drei Eisbären
- 1985: Der Komödienstadl – Der Onkel Pepi
- 1985: Big Mäc
- 1985: Flammenzeichen (tv)
- 1986: Der Komödienstadl – Der Nothelfer
- 1987–1988: Waldhaus (tv-serie, 18 afleveringen)
- 1987: Bauerntheater – Es geigt sich was
- 1988: Lustspiel – Einfaches Leben
- 1988: Lustspiel – Stich ins Wespennest
- 1989: Der Komödienstadl – Der brave Sünder
- 1990–1992: Löwengrube (tv-serie, 17 afleveringen)
- 1991–1992: Ein Schloß am Wörthersee (tv-serie, 3 afleveringen, als Pepe Nietnagel)
- 1991: Erfolg
- 1992: Immer Ärger mit Nicole
- 1992: Happy Holiday (tv-serie, 1 aflevering)
- 1993: Chiemgauer Volkstheater – Seine Majestät der Kurgast
- 1993: Der Bergdoktor (tv-serie, aflevering 2x09)
- 1993–1995: Zum Stanglwirt (tv-serie, 18 afleveringen)
- 1994: Der Komödienstadl – Die Goldene Gans
- 1994: Elbflorenz (tv-serie, 3 afleveringen)
- 1994–2010: Forsthaus Falkenau (tv-serie, 127 afleveringen)
- 1995: Dr. Stefan Frank – Der Arzt, dem die Frauen vertrauen (tv-serie, afleveringen 1x06–1x07)
- 1995: Aus heiterem Himmel (tv-serie, afleveringen 1x12, 2x02)
- 1995–1996: Marienhof (soap)
- 1997: Stürmischer Sommer (tv)
- 1997: Café Meineid (tv-serie, aflevering 6x02)
- 1998–2014: SOKO 5113 (tv-serie, 3 afleveringen)
- 2002: Der Urvogel (korte film)
- 2003: Die Rosenheim-Cops (tv-serie, aflevering 2x02)
- 2004: Der Komödienstadl – Der Prinzregentenhirsch
- 2004: Um Himmels Willen (tv-serie, 3 afleveringen)
- 2005: Der Komödienstadl – Kuckuckskind
- 2005: München 7 (tv-serie, aflevering 2x03)
- 2005: Mit Herz und Handschellen (tv-serie, afleveringen 2x04, 2x10)
- 2006: Der Komödienstadl – Der Prämienstier
- 2006: Ritter der traurigen Gestalt (korte film)
- 2007: Sturm der Liebe (tv-serie, afleveringen 319–371)
- 2007–2010: Kanal fatal (tv-serie, 12 afleveringen)
- 2007: Der Komödienstadl – Links Rechts Gradaus
- 2008: Mein Gott, Anna!
- 2010: Der Bergdoktor (tv-serie, aflevering 3x01)
- 2010: Kollegium – Klassenkampf im Lehrerzimmer (tv-serie, 12 afleveringen)
- 2011: Trans Bavaria
- 2011: Für immer daheim (tv)
- 2012: Herzflimmern – Liebe zum Leben (soap, 3 afleveringen)
- 2015: Hubert und Staller (tv-serie, aflevering 4x07)
- 2016: Die Rosenheim-Cops (tv-serie, aflevering 16x05)
- 2019: Club der einsamen Herzen (tv)
- 2021: Um Himmels Willen - Plötzlich reich (tv-serie)

## Hoorspelen en luisterboeken
- 2004: Lausbubengeschichten (luisterboek)
- 2004: Neue Lausbubengeschichten (luisterboek)
- 2005: Kleine Fische – aflevering 1 – Rumdackln (hoorspel)
- 2006: Kleine Fische – aflevering 2 – Des neie Radl (hoorspel)

- Gemeinsame Normdatei: 129626295
- International Standard Name Identifier: 0000 0001 3311 1178
- Library of Congress Control Number: no2021116402
- Virtual International Authority File: 33082184